# Armil
Armil es una freguesia portuguesa del concelho de Fafe, con 5,18 km² de superficie y 820 habitantes (2001). Su densidad de población es de 158,3 hab/km².